# کارل ژوستاف فلیچر
کارل ژوستاف فلیچر (انگلیسی: Carl Gustav Fleischer; ۲۸ دسامبر ۱۸۸۳ – ۱۹ دسامبر ۱۹۴۲) یک ارتشبد نروژی و اولین فرمانده زمینی بود که در جنگ جهانی دوم به پیروزی بزرگی در برابر آلمان‌ها دست یافت. فلیشر پس از تبعید دولت نروژ در پایان عملیتات نروژی، پس از اینکه او به عنوان فرمانده کل نیروهای مسلح نروژ در تبعید کنار گذاشته شد به عنوان فرمانده نیروهای نروژی در کانادا به پستی ناچیز اعزام شد، خودکشی کرد.
همچنین برندهٔ جوایزی همچون نشان حمام شده‌است.